# Операция «Котёл 2»

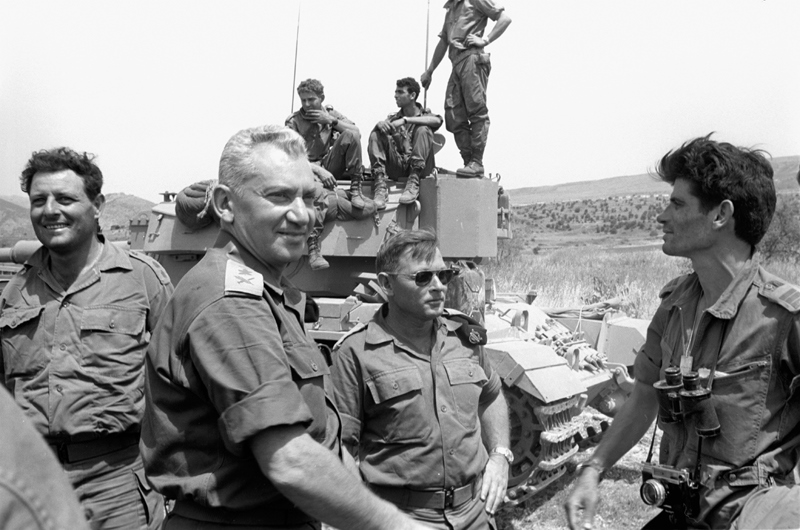
Начальник штаба подполковник Хаим Бар-Лев и рядом с ним генерал-майор Авраам Аден, командующий бронетанковыми войсками на Синае. За ними расстрелянный лёгкий танк, участвовавший в операции

Операция «Котел 2» (ивр. מבצע קלחת 2‎) — военная операция, проводившаяся 12 и 13 мая 1970 года по ликвидации скоплений террористов в шести деревнях на юге Ливана, в районе на восточных склонах горы Дов, прозванной «Фатхлэнд», которая постепенно распространилась и превратилась в обширные бои между силами ЦАХАЛа и сирийской армией, которой помогали иракские силы доставки.

## Фон
В начале апреля 1970 года резко возросла активность террористов из района Фатхлэнд в сторону населённых пунктов Галилейского выступа. До 11 мая был совершен 61 теракт в 22 населённых пунктах Израиля. Кирьят-Шмона пять раз была обстрелов «Катюшами», из них три дня (9-11 мая) обстрелы шли непрерывно. В ходе этих обстрелов семь израильских мирных жителей были убиты и 18 получили ранения. Ввиду террористических актов правительство Израиля приняло решение о решительном и немедленном военном ответе. 10 мая 1970 года ЦАХАЛ принял решение о проведении бронетанкового рейда по базам террористов, которые располагались в шести ливанских деревнях на западных склонах горы Хермон. План операции состоял в том, чтобы взять под контроль район Фатхлэнда и сжечь базы террористов, чтобы удалить угроза Галилеёскому выступу. Задача была возложена на регулярную бронетанковую бригаду «Барак» (188-я бригада) под командованием полковника Моше Бар-Кохба («Брил»). Кроме двух сокращённых танковых батальонов бригады, 74-го и 53-го батальонов, операция была усилена сокращённой пехотной ротой из состава 483-й командно-дозорной роты («Агоз»), разведкой Голани, ротой из состава 51-го батальона Голани в Жаламиме, инженерными подразделениями со средствами усиления ( инженерно-механическое оборудование), разведчиками для военнопленных, артиллерийскими частями, вертолётами и лёгкой авиацией для наблюдения, артиллерийской связи и ретрансляции. Нужно было выяснить, где расположены базы террористов и зачистить их, взорвав указанные объекты к 14:00 с помощью инженерных войск, артиллерии и авиации. Приказ был отдан утром 10 мая 1970 года и на организацию операции было дано два дня. За день до отправления в лагере Филон в присутствии начальника штаба Хаима Бар-Лева и генерал-майора Северного командования Моты Гора был дан заключительный инструктаж войскам. В 3:30 подготовка сил была закончена, и транспорт должен был быть заправлен топливом для подготовки к движению.

## Ход операции
12 мая на рассвете бригада «Барак», усиленная пехотными силами бригады «Голани » и патрульной группой «Эгоз», инженерными силами, 160-мм самоходными миномётами и артиллерией, вышла и пересекла израильско-ливанскую границу севернее кибуца Дан около 4:30 утра. Одновременно со выступлением, отряд начал артиллерийский обстрел целей. В 4:55 на вершине моста Абу-Зибла были размещены блокирующие силы. В 5:15 войска взяли под контроль деревню Мазарат-А-Даржет, на мосту возле неё установили танковый блокпост и разместили миномётную часть. В 5:45 началась перестрелка с ливанской армией, которая вмешалась в боевые действия между ЦАХАЛом и террористами. Были повреждены шесть танков и три орудия ливанской армии.
Террористы попытались остановить продвижение войск ЦАХАЛа и взорвали мосты, тем самым вынудив инженерные силы передвигаться по альтернативным дорогам с использованием бульдозеров и вынудив к перегруппировке и изменению планов. Дополнительные задержки были вызваны естественными препятствиями на пути следования по труднопроходимой местности в Фатхлэнде и подрывом мин, в результате которого были повреждены автомобили ЦАХАЛ.
Ввиду задержек бригадный генерал Бар-Кохба созвал командиров для спешного командного совещания и одновременно приступил к ремонту повреждённых орудий. Было решено изменить ось продвижения к целям на альтернативные маршруты, активировав технику для прорыва препятствий на поле. Ближе к полудню войска продолжили нанесение ударов по базам террористов в деревнях Рисия аль-Фухар Rachaya Al Foukhar, Кфар-Хаммам Kfarhamam, Чабрия Hebbariye, Парадис Fardis, Lebanon, Кфар-Шуба Kfarchouba и других.
В результате задержек и необходимости прорыва препятствий миссия не была завершена до наступления темноты и требовалось разрешение правительства на продолжение операции ещё на сутки. После получения разрешения бронетехника была организована в импровизированных ночных лагерях в разных районах Фатхлэнда, а их экипажи оставались внутри. В то же время диверсионные силы ЦАХАЛа продолжали подрывать объекты террористов, в 3:44 миссия была завершена, и все силы ЦАХАЛ отошли к границе с Израилем.
Всего ЦАХАЛ нанёс удар по 19 базам террористов, взорвал около 70 зданий, используемых террористами, уничтожил склады боеприпасов, уничтожил 14 автомобилей и пусковых установок «Катюша», захватил большое количество оружия. В ходе операции было уничтожено около 60 террористов и 17 террористов захвачены. Сотни террористов попытались уйти на север Ливана. 20 солдат ЦАХАЛ получили всего лишь лёгкие ранения (12 из них были эвакуированы вертолётами в ходе операции, а остальные продолжили бой после оказания медицинской помощи на месте). Пять танков и пять израильских БТР были повреждены, но были возвращены в Израиль. Ливанская армия, вмешавшаяся в бой между ЦАХАЛом и террористами, потеряла 6 человек убитыми и 16 ранеными.

## Вступление сирийской армии в бой
В ходе операции сирийские артиллерийские батареи начали обстрел района Кунейтры (который тогда находился под контролем Израиля). В ответ ВВС Израиля разбомбили источники огня и парализовали их. Артиллерийские части Иракского экспедиционного корпуса, дислоцированного на территории Иордании, также начали обстрел района Кфар-Рупин — Хаон. В ответ ЦАХАЛ обстрелял очаги огня артиллерией и ракетами ВВС, парализовав и их тоже. В этот момент ВВС Сирии направили на помощь восемь самолётов МиГ-17. В воздушных боях, развернувшихся над Сирийско-Ливанским приграничным районом, три сирийских МиГа были сбиты в воздушном бою самолётом Skyhawk, которым управлял подполковник Эзра Дотан, несмотря на то, что Skyhawk является штурмовиком и самолётом наземной поддержки и не оборудован прицелом «воздух-воздух». Первый МиГ был сбит ракетами «воздух-земля» модели «Зуни», предназначенными для поражения сирийских артиллерийских батарей. Это был единственный в мире сбитый самолёт МиГ, осуществленный с помощью ракет «воздух-земля». Второй МиГ, которым управлял командир эскадрильи в звании адмирала (эквивалентно полковнику), был сбит 30-мм пушкой самолёта Skyhawk, которая попала в его левое крыло и в результате МиГ рухнул на склон горы. Третий МиГ был сбит направленным в укрытие[куда?] «Миражом-3».

## Последствия
Ряд баз террористов не возобновили свою деятельность. Некоторые из них были установлены на альтернативных площадках. Несмотря на успех операции, она не привела к снижению террористической активности. Сама сирийская армия помогла ввести в южный Ливан сотни террористов, которые продолжали совершать террористические акты. 22 мая совершен теракт против автобуса с детьми из мошава Авивим. В ходе теракта было убито 12 мирных жителей, в основном дети.